# Laßnitz (Sulm)
Die Laßnitz ist ein Nebenfluss der Sulm in der Weststeiermark in Österreich.

## Geographie

### Beschreibung des Laufes

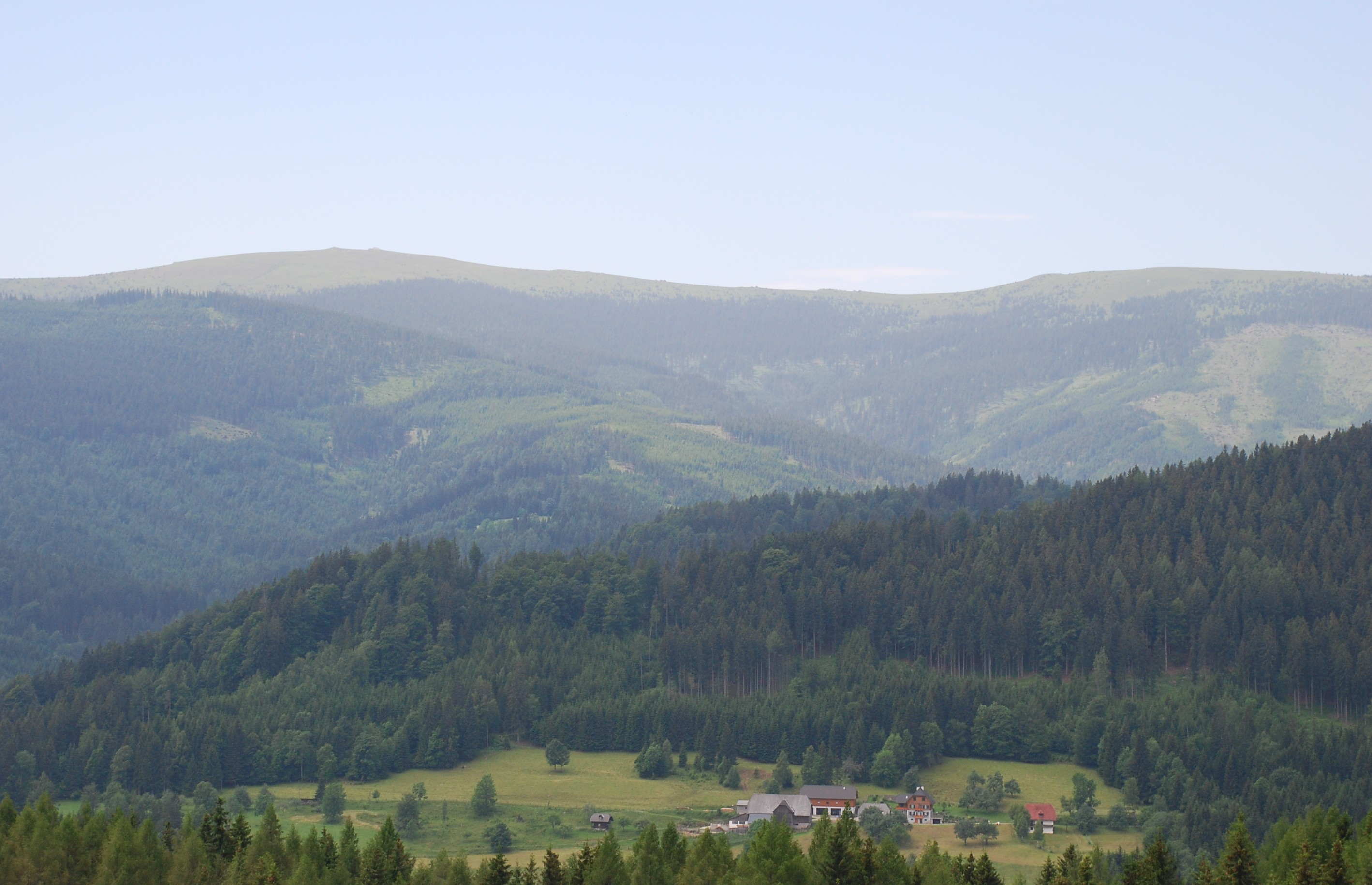
Quellgebiet der Laßnitz: Handalm und Weberkogel/Wildbachalm (re.) am Horizont, davor links Poschkogel, Weberbauerkogel, im Vordergrund (kl.) Pöschlkogel und Rettenbachtal

Die Laßnitz entspringt auf etwa 1650 m als Niedere Laßnitz in der mittleren Koralpe zwischen Handalm (1853 m ü. A.) und Wildbachalm (1805 m) im Ortschaftsgebiet Osterwitz. Sie fließt bis zur Einmündung des Rettenbachs (für den sich ebenfalls der Name Niedere Laßnitz findet) an der Grenze zur ehemaligen Gemeinde Kloster kurz nach Norden, dann in einem tief eingeschnittenen Tal bis Deutschlandsberg Richtung Osten. In diesem Teil ihres Laufes ist sie ein Wildbach mit starkem Gefälle.
Kurz vor Deutschlandsberg umrundet die Laßnitz in der Deutschlandsberger Klause den Burgberg der Burg Deutschlandsberg.
Ab Deutschlandsberg verläuft der Fluss in einem weiten, flachen Tal, dem eigentlichen Laßnitztal, umrundet den Sausal und mündet in Leibnitz auf 267 m in die Sulm. Die Sulm mündet nach weiteren 6,5 km in die Mur. Aus der Lage der Flussmündungen kann der Eindruck entstehen, die Sulm wäre ein rechter Nebenfluss der Laßnitz und die Laßnitz würde in die Mur münden. Zudem ist die Laßnitz am Ort des Zusammenflusses der längere der beiden Flüsse.
Die Laßnitz fließt wie viele größeren Flüsse der Ostalpen von Nordwesten nach Südosten. Grund dafür ist die Auffaltung der Alpen, die auch heute noch nicht ganz abgeschlossen ist.

### Starkes Gefälle im Oberlauf durch geologische Situation
Dieses Gefälle hat seinen Grund in der Entstehung der Koralpe:
Die Koralpe ist geologisch ein emporgehobener Gebirgsteil, eine Pultscholle.
Von ihrem Gebirgskamm (an dem sich die Quellgebiete befinden) müssen die Flüsse und Bäche auf kurzen Strecken große Höhenunterschiede in das Tiefland überwinden (bei der Laßnitz: in das Grazer Becken).

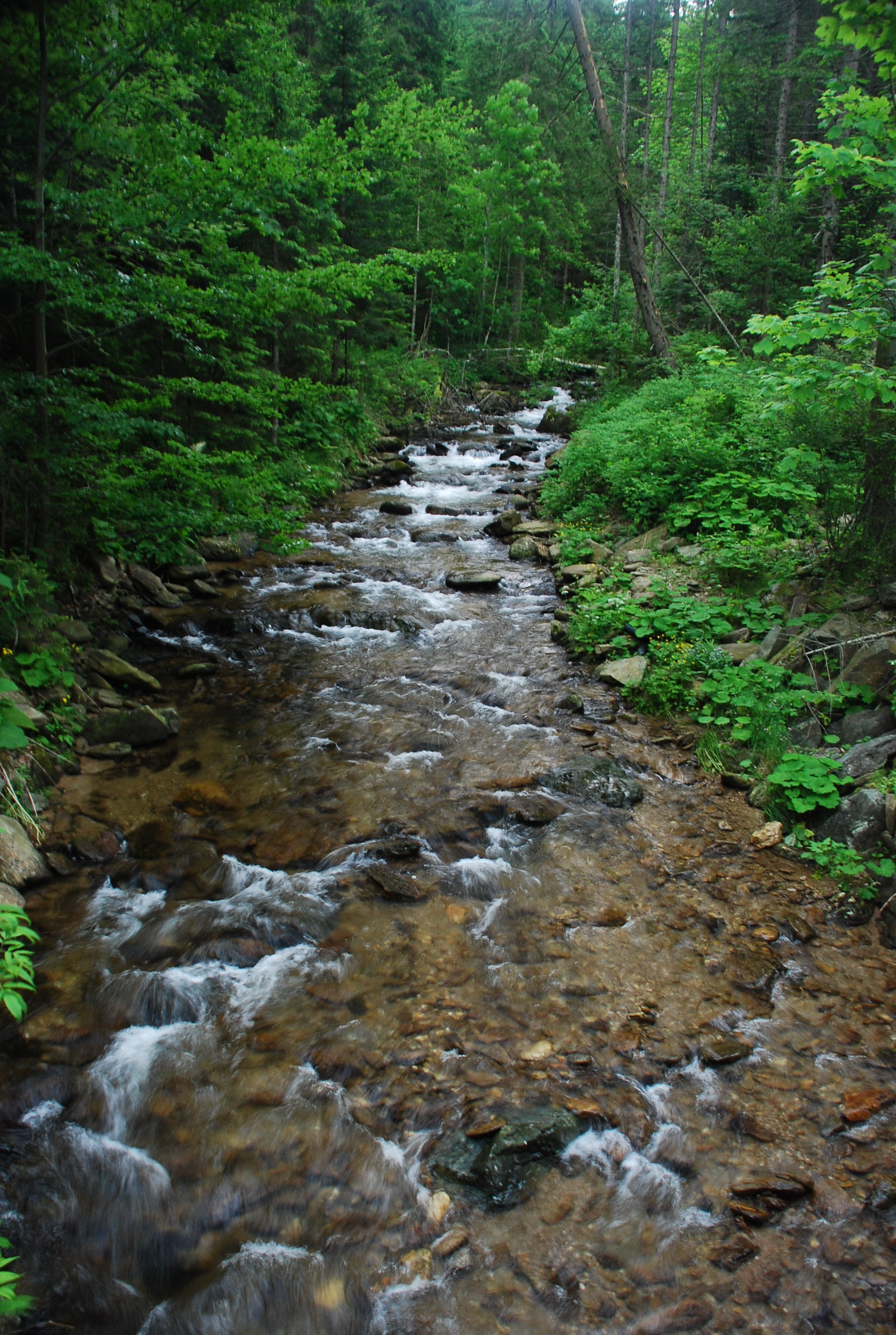
Laßnitz im Oberlauf in Osterwitz-Winkel, Pöschlstraßenbrücke

Die steilen Hänge der Flusstäler führen zu Hangrutschungen (durch welche auch Mineralienfundstellen erschlossen werden).

## Geschichte

### Wortherkunft und Flussbenennung
Der Name Laßnitz (890 Luonzniza) wird aus dem slawischen Lieznica abgeleitet und mit ‚Waldbach‘ übersetzt.
In der Sprachwissenschaft wird auch lǫčica, *loNč'nica ‚Wiesenbach‘ diskutiert, zu lonka (Lokativ lonce) oder *lǫka ‚feuchte, sumpfige Wiese‘.
Als weitere Möglichkeit (wie etwa 1345 Lesniz, Laßnitz bei Murau oder 1080 Laznich im Paltental) *laz'nica zu laz, lazъ ‚Gereut, Rodung, lichte Stelle im Wald‘ („Gereutbach“), wie das auch im Quellbach Rettenbach stecken könnte. Die Wurzel könnte auch im Ortsnamen der Stadt Deutschlandsberg stecken.
Unabhängig von den Details seiner Herkunft weist der -itz-Name (‚-bach‘) auf die alte slawische Bevölkerung hin.

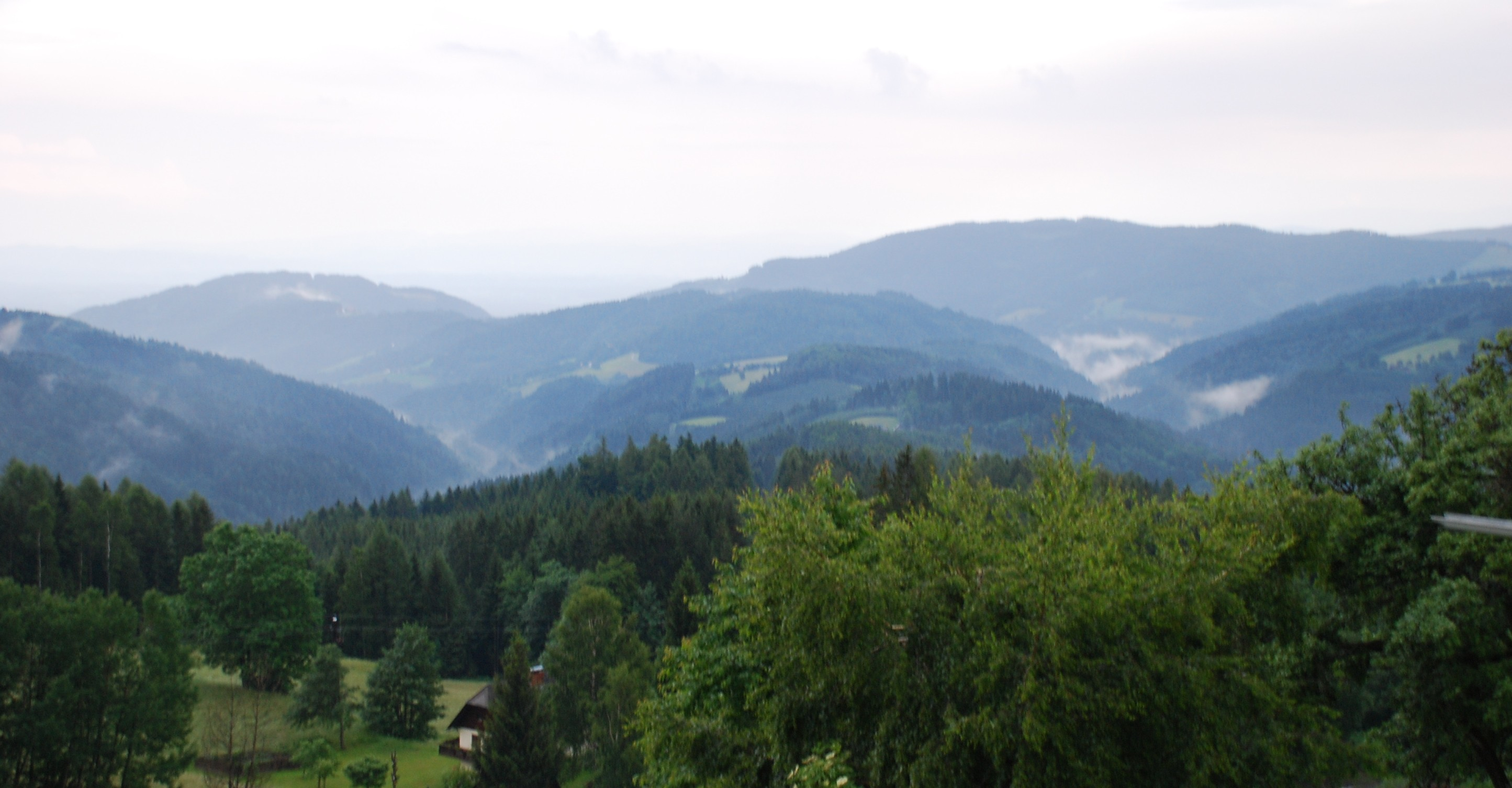
Die Laßnitz (re.) bildet die südliche Grenze des Schwarzkogelzuges. Im Mittelgrund Freiland, dahinter links der Laufenegger Kogel, rechts Trahütter Kogel. Am Horizont Grazer Becken im Bereich der Gleinz und Deutschlandsbergs

Informationen, die im Mittelteil der Koralpe einen Fluss Laßnitz behandeln, sind nicht eindeutig: Es können mehrere Gewässer gemeint sein, die zwar zum selben Flusssystem gehören, aber einige Kilometer (und mehrere Hundert Höhenmeter) auseinanderliegen können: Oberlauf der Laßnitz, Wildbach oder Rettenbach:
Der Oberlauf der Laßnitz wird Niedere Laßnitz genannt. Je nach Kartendarstellung bezeichnet dieser Name
die etwa 6½ Kilometer Lauf bis zur Einmündung des Rettenbaches,
die etwa 15 Kilometer vom Quellgebiet bis zur Einmündung des Betleitenbaches/Osterwitzbaches im Gebiet von Freiland
oder die gut 25 km bis Deutschlandsberg. Der heute als Niedere Laßnitz geführte Quelllauf kann dann als Laßnitz oder auch Pöschlbach (nach dem großen Bauerngut an der Rettenbach-Mündung) bezeichnet sein.

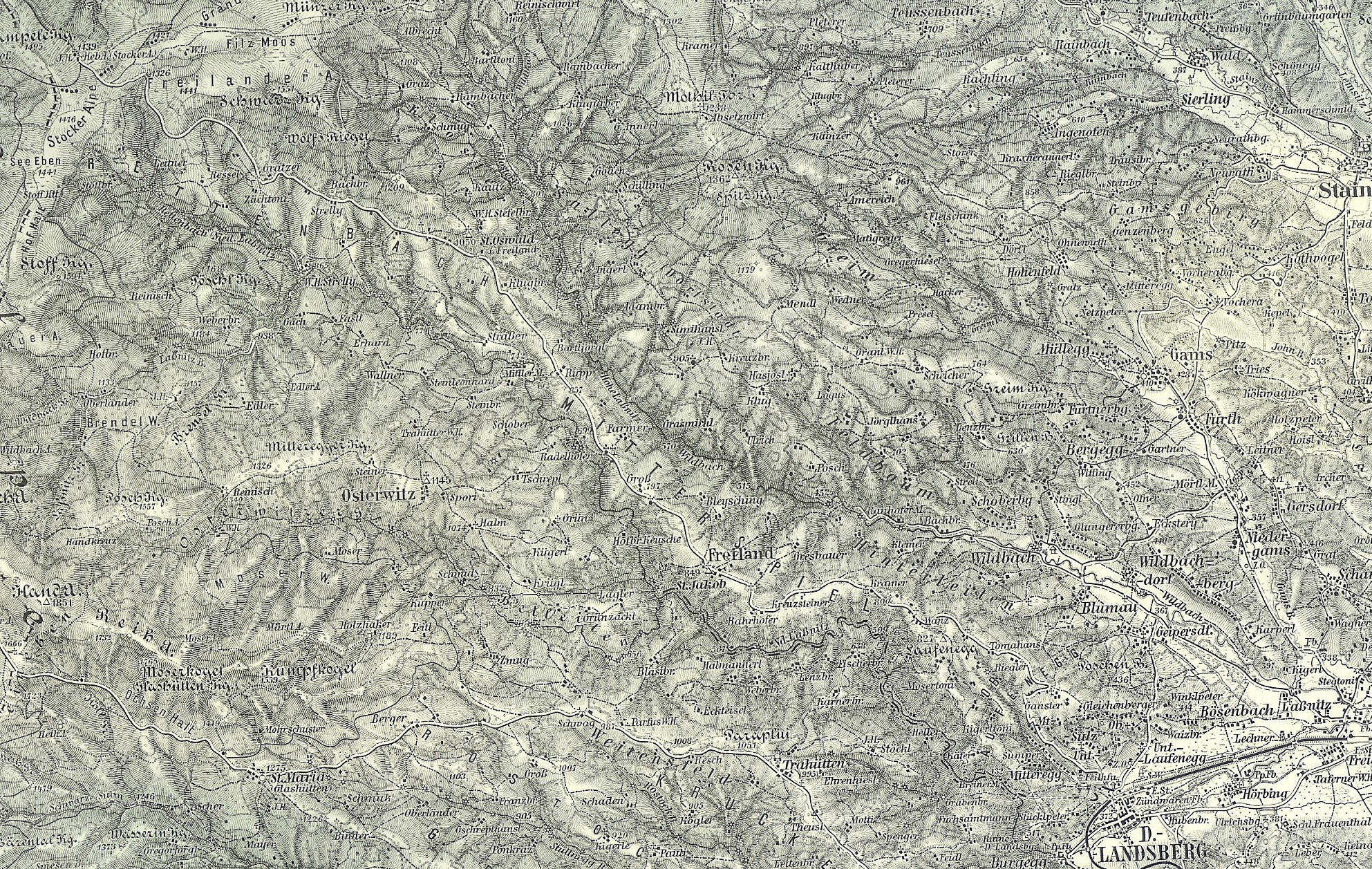
Oberlauf von Laßnitz und Wildbach, Rettenbach auch als Niedere Laßnitz: ca. 1932

Nördlich der Laßnitz fließt der früher als Hohe Laßnitz, und ab ca. 1990 als Wildbach bezeichnete Nebenfluss, welcher bei Frauental an der Laßnitz in diese einmündet.
Weiters wird die Bezeichnung Niedere Laßnitz für den Wildbach, und einen weiteren Nebenfluss Laßnitz, den Rettenbach verwendet.
In älteren Publikationen kann sogar die heutige (Niedere) Laßnitz als Hohe Laßnitz und der Wildbach als Niedere Laßnitz bezeichnet sein.
Die Namensvarianten sind darauf zurückzuführen, dass im 19. Jahrhundert der Ursprung der Laßnitz nicht wie heute im Gebiet der Handalm, sondern auf der Hebalm angenommen und damit der Rettenbach als Oberlauf der Laßnitz gesehen wurde.
In der Josephinischen Landesaufnahme 1787 ist die Laßnitz als Groß Lasnitz Bach ausgewiesen, der Wildbach als Klein Lasnitz Bach. Damals war auch unklar, ob die Laßnitz in die Sulm mündete oder umgekehrt die Sulm in die Laßnitz, also die Benennung der letzten Kilometer von Leibnitz zur Mur.

### Einzugsgebiet ist altes Siedlungsgebiet
Hügelgräber im Einzugsgebiet der Laßnitz, z. B. bei Rassach, belegen eine Besiedlung dieses Gebiets in der Awarenzeit im 6.–8. Jahrhundert, in deren Rahmen ein slawischer Bevölkerungsanteil angenommen werden kann, und die Zugehörigkeit des Gebietes zu Karantanien.
In der Gemeinde Groß St. Florian befindet sich die Römische Villa von Grünau aus dem 1. bis 4./5. Jahrhundert
In Leibnitz liegt die große römische Siedlung Flavia Solva.

### Teufelsgraben bei Leibnitz
Dieser Graben erstreckte sich ursprünglich über mehrere Kilometer zwischen Laßnitz und Mur. Er wird als römerzeitlicher Bewässerungskanal, aber auch als frühe Befestigungsanlage interpretiert, die mit der Hengistburg in der Mark an der Mur in Zusammenhang steht. Der Graben wird bereits in einer Urkunde des Jahres 982 n. Chr. erwähnt. Nahe der Autobahnraststätte Gralla an der Pyhrn Autobahn ist dieses Bodendenkmal noch gut erhalten. Dort hat der Graben eine Tiefe von eineinhalb und eine lichte Weite von etwa sechs Metern. Streckenweise wird er von einem noch bis zu 80 cm hohen und an seiner Basis bis vier Meter breiten Wall aus Aushubmaterial von der Grubensohle begrenzt.

### Verbauungen und Änderungen im Lauf der Laßnitz
Das Gefälle des Flusses war mehrfach Gegenstand für Kraftwerksplanungen. Um 1922 war geplant, in der Klause bei Deutschlandsberg im Bereich der ehemaligen Papierfabrik im Ortsteil Burgegg, ein Wasserkraftwerk zu errichten. Eine 30 Meter hohe Staumauer hätte die Laßnitz auf circa zwei Kilometer aufgestaut und mit zwei Francis-Turbinen Strom erzeugt.
Der Oberlauf der Laßnitz wurde aus Anlass der geologischen Aufnahme für die Wasserwirtschaftliche Generalplanung von Steiermark untersucht.
In den Jahren 1962 bis 1966 wurde die Laßnitz ab Groß St. Florian durch groß angelegte Meliorationsmaßnahmen begradigt. Seitliche Gewässer wurden zu Vorflutern zusammengefasst, der alte Lauf, Totarme, Mulden und Rinnen wurden weitgehend zugeschüttet.
Im Eiszeitalter, vor ca. 1,8 Millionen Jahren hatte die Laßnitz nach ihrem Austritt aus dem Gebirge bei der Deutschlandsberger Klause einen anderen Lauf. Sie folgte dem Weg des heutigen Leibenbaches Richtung Sulm. Durch eine Anzapfung im Altquartär wurde sie Richtung Osten abgelenkt. Sie tiefte sich in der Folge rasch ein, sodass sie auch durch Laufverlegungen nach starken Hochwässern nicht mehr in ihr ursprüngliches Bett zurückkam. Der alte Lauf im Leibenfeld lag damit nicht mehr in einem Talboden, das Leibenfeld wurde zu einer trockenen Flussterrasse.
Ohne diese Veränderung würde die Laßnitz heute (falls sie den Lauf des Leibenbaches beibehalten hätte), bei Prarath in die Sulm münden oder bereits bei St. Martin auf die Schwarze Sulm treffen. Der Hauptfluss im heutigen Laßnitztal ab Deutschlandsberg wäre der kleine Mittereggbach, ab Frauental der Wildbach. Dass der Leibenbach im Tal der Schwarzen Sulm über mehrere Kilometer parallel zur Sulm fließt, ohne in diese einzumünden, kann auf diese Laufveränderung zurückzuführen sein, ebenso, dass die Laßnitz unterhalb von Deutschlandsberg bis Groß St. Florian einen Lauf verfolgt, der anders verläuft als die geografischen Gegebenheiten dies erwarten ließen (nördlich und nicht südlich des Talbodens).
Im Zuge des Baus der Koralmbahn (etwa 2010–2020) wurde ein Stück (< 1 km lang) des Flusslaufs der Laßnitz verlegt.

## Umwelt

### Keine gravierenden Belastungen
Die Laßnitz weist keine gravierenden Umweltbeeinflussungen auf. Industriebetriebe (z. B. Zündholzfabriken wie das SOLO-Werk in Deutschlandsberg), die vor einigen Jahrzehnten die Wasserqualität beeinflussten, sind eingestellt.
Die landwirtschaftliche Düngung im Gebiet von Mittel- und Unterlauf führte bisher nur zu geringen Belastungen durch Düngemittelrückstände.

### Schutzgebiete
Die ehemaligen Gemeinden Kloster, Freiland sowie (teilweise) Trahütten und einzelne Grundstücke am westlichen Ende von Osterwitz (Teile des ehemaligen Bauernhofes Stoff) am Oberlauf der Laßnitz liegen in einem Landschaftsschutzgebiet.
Die Deutschlandsberger Klause ist Naturschutzgebiet: Das Schutzgebiet erstreckt sich auf einer Länge von ca. 1200 Metern mit einer Ausdehnung von ca. 27 ha und einer durchschnittlichen Seehöhe von 400 bis 500 Metern zu beiden Seiten der Laßnitz.
Die Deutschlandsberger Klause ist weiters NATURA-2000-Schutzgebiet (Europaschutzgebiet). Schutzgüter sind die Lebensräume der dort wachsenden Pflanzen. Die nähere Beschreibung lautet:

„Die Schluchtstrecke, im steirischen Randgebirge gelegen, wird von Bergsturzhalden aus grobem, blockigem Material durchzogen. Die Flußstrecke des Lassnitzbaches bietet ein abwechslungsreiches Bild mit Kolken, Inselbildungen und großen Felsblöcken. Kleine Waldbäche, Rieselfluren und Sickerstellen treten an den steilen Hängen auf.“

Ein Teil der Laßnitzau am Unterlauf (im Zug der Umrundung des Sausal) ist Landschaftsschutzgebiet.
Einige Laßnitzabschnitte im Unterlauf gehören zum NATURA-2000-Schutzgebiet (Europaschutzgebiet) Demmerkogel-Südhänge, Wellinggraben mit Sulm-, Saggau- und Laßnitzabschnitten und Pößnitzbach. Aus der Beschreibung:

„Die basen- oder kalkreichen Böden sind grundwasser- und tagwasserbeeinflußt (staunaß, von Sicker- und Niederschlagswasser geprägt). Die Altarme der Laßnitz weisen zahlreiche Gehölzrelikte der Au am (trockengefallenen) Altwasser auf. Tümpel und Verlandungsbereiche zeigen ein hohes faunistisches und floristisches Potential. Wie in der Sulm sind die Böden kalk- oder basenreich und liegen im Grundwasserbereich (subhydrisch, semiterrestrisch). Im Mündungsbereich der Laßnitz dominiert der Hartholz-Auwald (Eichen-Ulmen-Au) einschließlich Waldflächen auf der Niederterrasse und Übergang zum Hangwald. Der Weichholz-Auwald (Weiden-Au) steht oft im Komplex mit Augewässern.“

Die Aulandschaft an der Mündung der Laßnitz in die Sulm ist Naturschutzgebiet.

### Flussregulierungen
Die mittlere Durchflussmenge ist 6,2 m³/s bei Obertillmitsch (276 m), kurz vor der Einmündung in die Sulm.
Der Wasserhaushalt des mittleren Laßnitztales ist stark durch die Flussregulierung von 1962 bis 1966 beeinflusst: Vor der Regulierung floss die Laßnitz als stark mäandrierendes Gewässer auf einem flachen Flussdamm. Dementsprechend wechselte der Fluss im breiten Talboden häufig sein Bett, was durch verlandete Flussarme und Altarme belegt war. Durch die Regulierung verkürzte sich der Flusslauf, das Gefälle stieg an und der Grundwasserspiegel sank, wodurch viele landwirtschaftlich genutzte Böden dem Grundwassereinfluss entzogen wurden, aber auch früher vernässte Wiesen landwirtschaftlich besser nutzbar wurden.
Der Bau der Koralmbahn war der Anlass einer weiteren Verlegung des Flusslaufes: In den Jahren 2008/09 wurde der Lauf der Laßnitz bei Gussendorf auf über zwei Kilometern Länge neu gestaltet und Hochwasserrückhaltebecken angelegt. Im Rahmen dieser Arbeiten wurde auch die Laßnitzbrücke zwischen Gussendorf und Lassenberg bei Wettmannstätten als 142 m lange und 14,5 m hohe Stahlbetonbrücke neu errichtet.

### Fauna
Im Gewässer selbst leben sowohl Bachforellen als auch Regenbogenforellen.
Am Wasser des Oberlaufes leben Libellen und Köcherfliegen. Deren Larven sind ein verlässlicher Indikator der Wasserqualität, sie kommen nur in Gewässern mit guter bis sehr guter Wasserqualität vor.

### Flora
Am Oberlauf der Laßnitz wachsen seltene Pflanzen: Die Sturzbach-Gemswurz und der Glimmer-Steinbrech,
der nur im Gebiet des weststeirischen Randgebirges und seiner Ausläufer (Koralpe, Bachergebirge) gefunden wurde. Er gedeiht an trockenen Stellen unter überhängenden Felsen möglichst ohne direkten Kontakt mit Niederschlagswasser (Regen usw.) und verträgt kein starkes Licht: Die tief eingeschnittenen Täler des Laßnitz-Oberlaufes, z. B. die Deutschlandsberger Klause, sind eines seiner Verbreitungsgebiete.

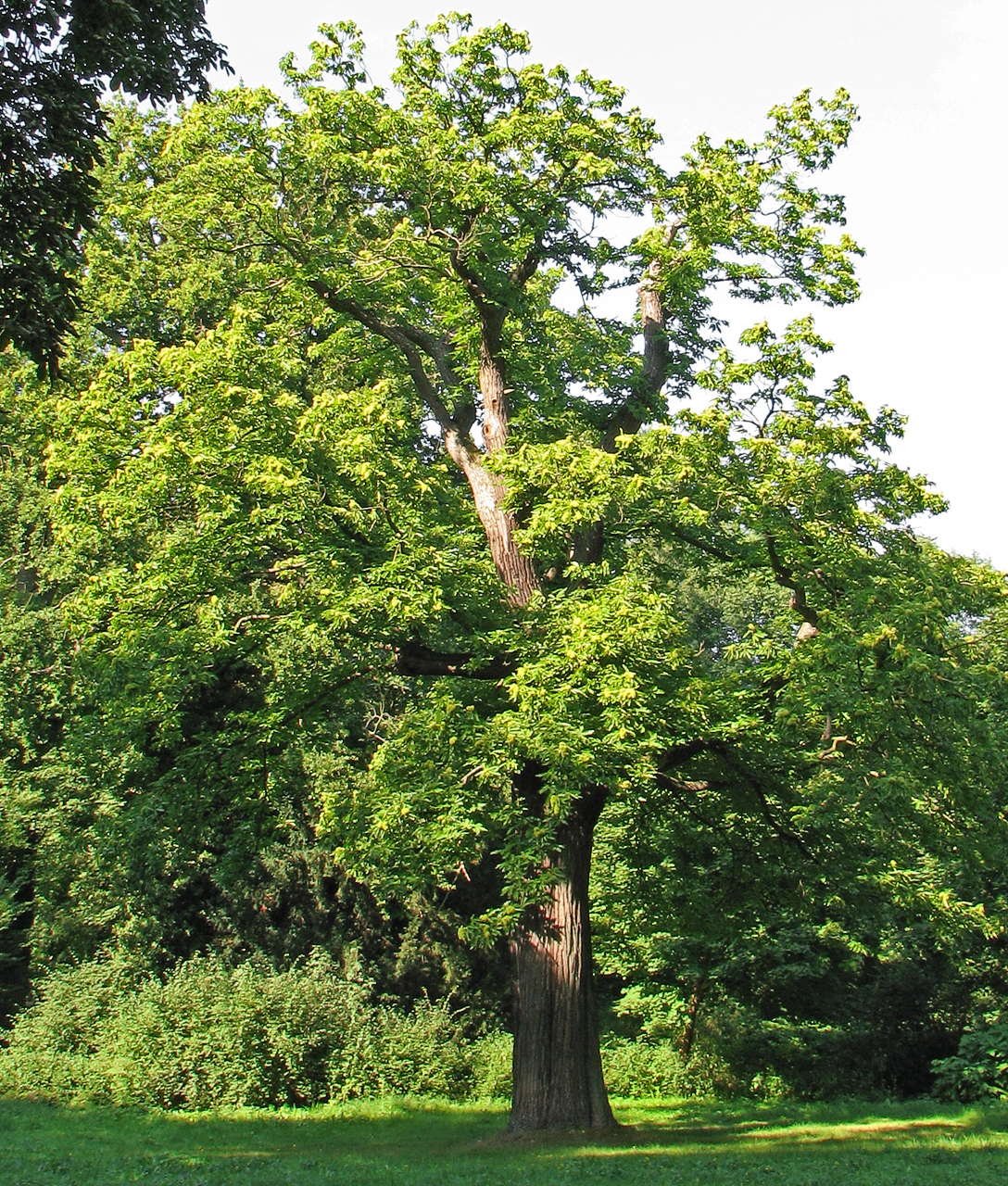
Edelkastanie (Castanea sativa)

Im milden Klima am Mittel- und Unterlauf der Laßnitz gedeihen Edelkastanien.

### Wasserqualität
Die Wassergüte liegt ab der Gemeinde Freiland, ca. Flusskilometer 10, bei Güteklasse I-II (nahezu unbelastet, bis dahin nahezu Trinkwasserqualität), ab der Einmündung des Stainzbaches bei Güteklasse II, bedingt durch die Belastungen aus Siedlungen und Düngung landwirtschaftlicher Flächen.
Die Wasserhärte ist gering (Bereich 1-2 - weiches Wasser, je nach Grundwassereintrag durch Beregnungsanlagen etc.).

### Böden
Die landwirtschaftlich nutzbaren Böden sind Braunerdeböden mit nahezu allen Varianten der Wasserversorgung bis zum Pseudogley oder Gley. Im Oberlauf handelt es sich um Felsbraunerden aus kristallinen Schiefern als mittelwertiges Acker- und Grünland, wobei eine Ackernutzung nur bis in eine Seehöhe von 800 bis 1000 m sinnvoll ist, oder um nährstoffarme Ranker. Ab Deutschlandsberg liegen (ehemalige) Auböden und silikatische Lockersediment-Braunerden vor, die teilweise aus Tertiärsediment gebildet sind (Florianer Tegel).

## Wirtschaft

### Betriebsarten
Im Einzugsgebiet der Laßnitz sind Land- und Forstwirtschaft sowie gewerbliche Betriebe die häufigsten Erscheinungsformen. Großindustrie fehlt. Für den Tourismus steht eine Reihe von Angeboten zur Verfügung, Schwerpunkt dabei sind Kurz- und Erholungsurlaube (das Gebiet kann von der Großstadt Graz aus leicht erreicht werden).

### Landwirtschaft
Die land- und forstwirtschaftliche Produktion umfasst hauptsächlich Viehzucht, Ackerbau und Jagd. Bäuerliche Milchproduktion und Lieferung an die örtlichen Molkereien, früher eine landwirtschaftliche Haupterwerbsquelle, ist in den letzten Jahrzehnten zugunsten der Rindfleischproduktion zurückgegangen, aber noch Grundlage eines größeren Molkereibetriebes in Stainz.
Im Gebiet des Oberlaufs dominiert die Grünlandwirtschaft, teilweise wird Getreide angebaut (hauptsächlich Gerste und Weizen, früher auch Roggen).
Obstbau (besonders für Äpfel) wird in Spezialkulturen betrieben.
Der Unterlauf wird von der landwirtschaftlichen Mais- und Kürbisproduktion dominiert. Die Kürbisproduktion ist Teil der Erzeugung von Kernöl.

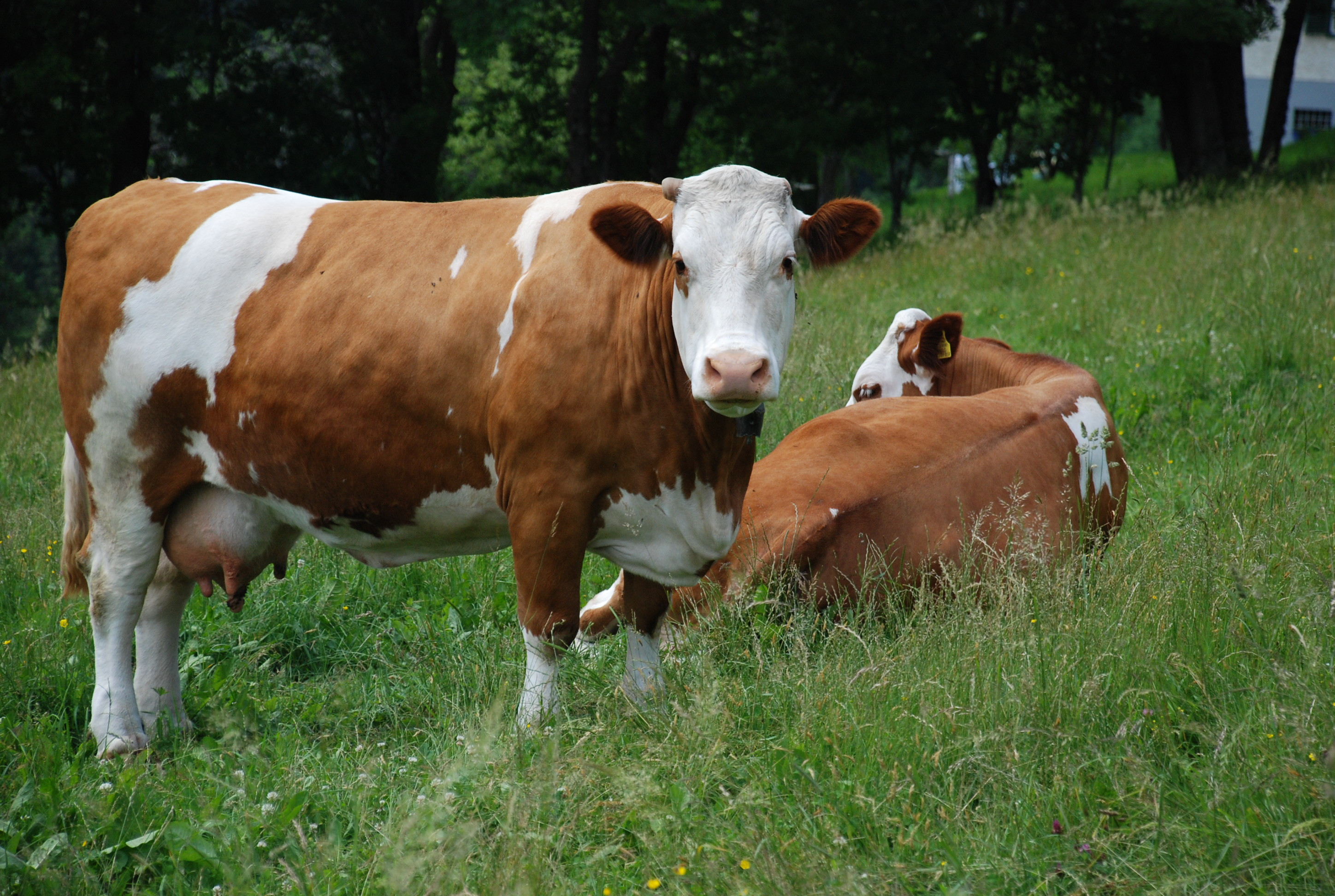
Eine weit verbreitete Rinderrasse ist das Fleckvieh

Damwild (Damhirsche) wird in Gattern zur Fleischproduktion gehalten. Wichtige Nutzrindrassen sind die Schwarzbunten und das Fleckvieh. Daneben werden mit Charolais, weißblauen Belgiern und anderen Rassen Fleischrindrassen gezüchtet. Die Schweinezucht umfasst hauptsächlich die Rassen Pietrain, Landrasse und Edelschwein. An Hühnern sind die Sulmtaler verbreitet.
Rotwild (Hirsche), Gämsen, Schwarzwild (Wildschweine) am Oberlauf und allgemein Rehe und Hasen sind die häufigsten größeren Wildtiere des Einzugsgebietes der Laßnitz. Dachse sind selten geworden. Bären wechseln nur selten aus dem Süden in das Quellgebiet ein. Häufiges Raubwild ist der Fuchs. Das große zusammenhängende Waldgebiet im Oberlauf der Laßnitz beherbergt viele Vogelarten, auch Auerwild (Auerhuhn). Ein häufiger Greifvogel, der auch freilaufende Hühner und Katzen schlägt, ist der Bussard.
Forellen, Karpfen und andere Speisefische werden in einer Reihe von Fischteichen gezogen.

### Forstwirtschaft
Die weitläufigen Wälder am Oberlauf des Flusses (hauptsächlich Fichten, Tannen, Rotföhren und Lärchen, an Laubholz Linden und Eschen) werden durch Forstbetriebe genützt. Die Waldwirtschaft war Anlass zum Bau der Liechtensteinischen Waldbahn.

### Weinbau
Die Laßnitz durchfließt das Weinbaugebiet Weststeiermark. Das Gebiet von Deutschlandsberg liegt in der Kernzone des Schilcher-Anbaugebietes. Die Rebe, aus der dieser Wein gekeltert wird, ist nach dem Ortsteil Wildbach
der Gemeinde Deutschlandsberg „Blauer Wildbacher“ genannt.

### Gewerbe und Industrie
In Deutschlandsberg befindet sich ein großes Werk für elektronische Bauteile, in Frauental an der Laßnitz ein großes Keramikwerk (hauptsächlich Industrieporzellan).
Am Lauf der Laßnitz befindet sich eine Reihe von Kleinkraftwerken zur Versorgung angrenzender Bauernhöfe und Gewerbebetriebe mit elektrischer Energie. Bis zu Beginn des 20. Jahrhunderts wurde die Wasserkraft des Flusses auch durch eine Reihe von Mühlen und Sägewerken genützt.

### Bedeutung als Verkehrsweg
Bis zu Beginn des 20. Jahrhunderts hatte die Laßnitz Bedeutung für den Holztransport durch Holztrift. Ein Holzrechen, mit dem das getriftete Holz wieder aus dem Wasser genommen wurde, befand sich am östlichen Eingang der Klause bei Deutschlandsberg. Der erste nachweisbare Holzrechen wurde dort 1867 gebaut, 1891 erfolgte eine Neuerrichtung, bei der auch die Uferschutzwände auf 516,4 m neu hergestellt wurden. 1899 wurde eine Verstärkung gebaut, weil sich die Zahl der Benutzer von sechs auf elf erhöht hatte. Der Rechen blieb zumindest bis in die Mitte des 20. Jahrhunderts in Betrieb. Seit damals hat der Fluss keine Bedeutung als Verkehrsweg. Seit ca. 1980 wird der Oberlauf zeitweilig als Trainingsstrecke für Wildwassersportarten benützt.
Von Freiland bis nach Deutschlandsberg wird die Laßnitz von der Trasse der ehemaligen Liechtensteinischen Waldbahn begleitet. Heute ist diese Trasse ein Wanderweg.

## Historische Landkarten

Der Lauf der Laßnitz in den drei Landesaufnahmen aus der Zeit von ca. 1789 bis 1910
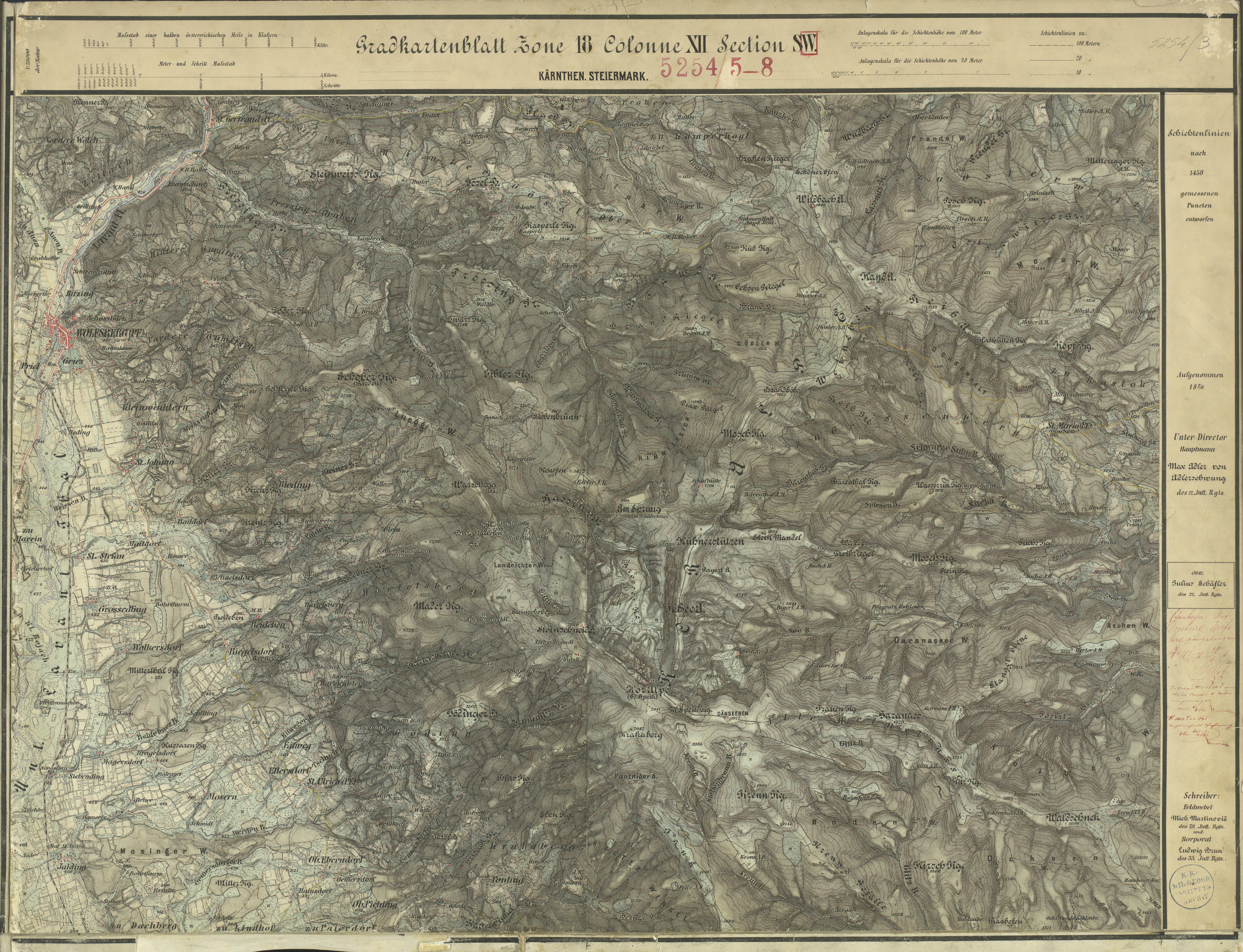
Quellen im Lassnitz Graben zwischen Wildbach Alm und Hand Alm im Aufnahmeblatt 1:25.000 der franzisco-josephinischen (3.) Landesaufnahme, Stand 1877/78
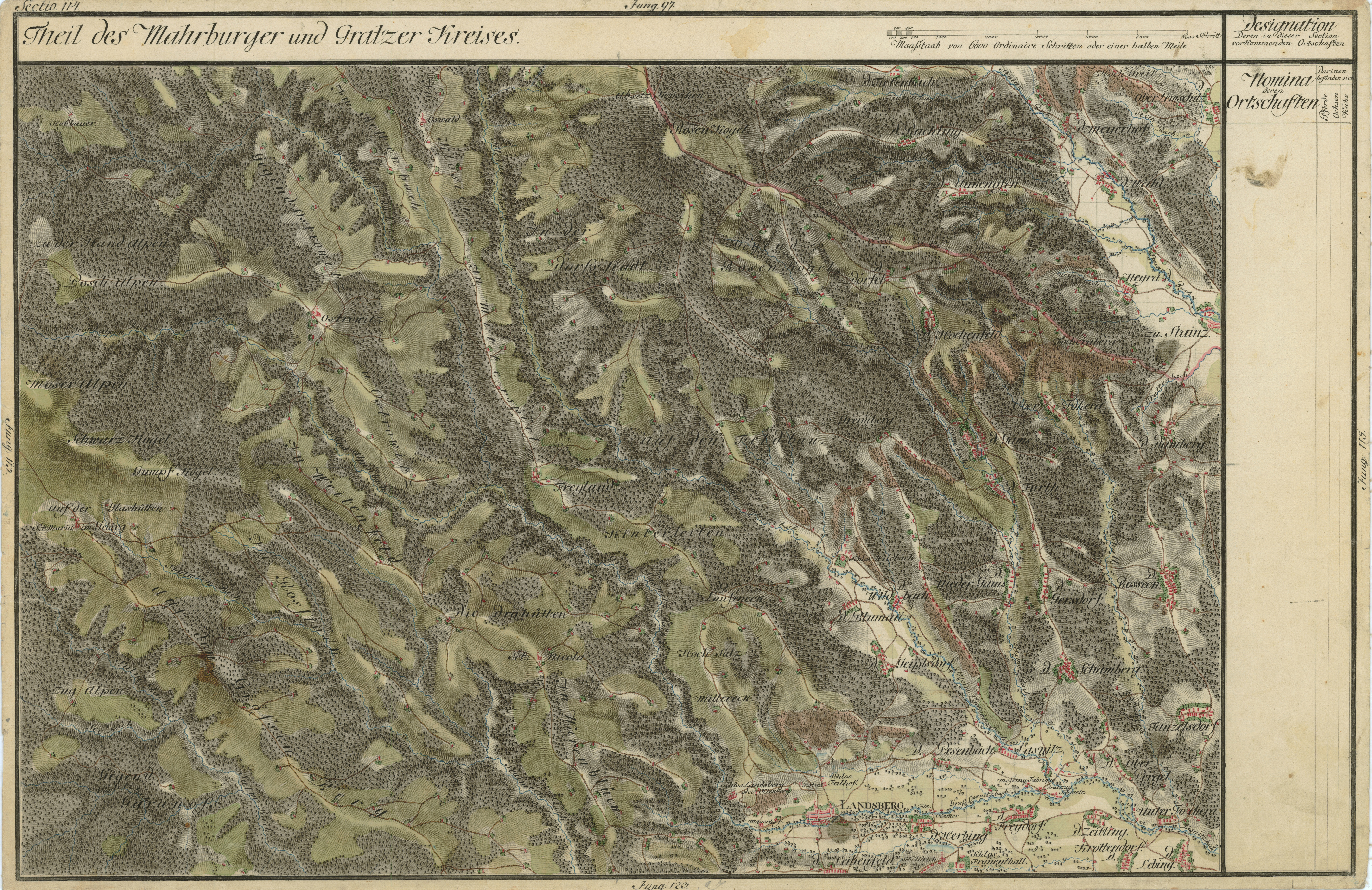
Oberlauf westlich Deutschlandsberg in der Josephinischen (1.) Landesaufnahme, um 1790
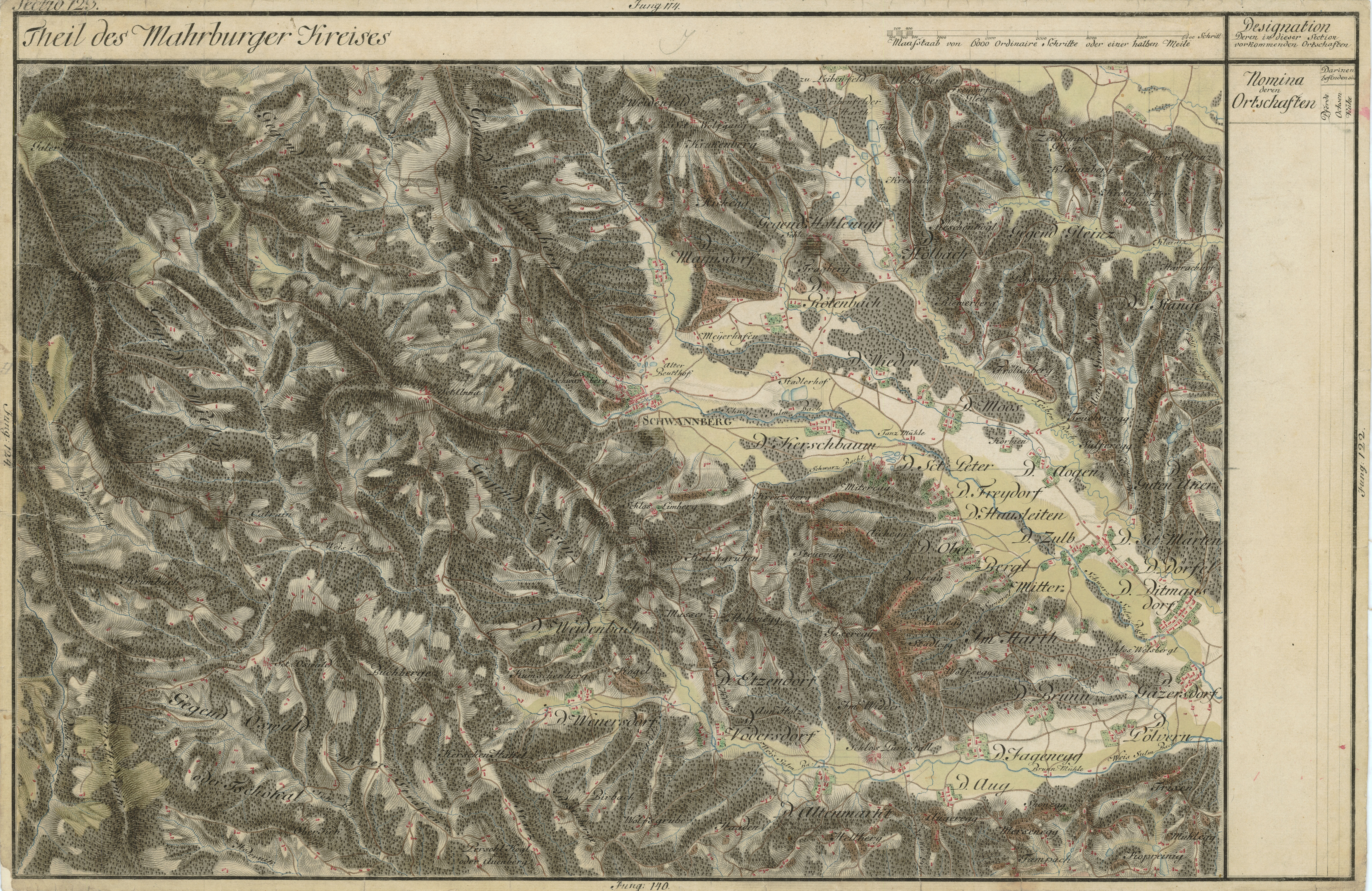
Das Laßnitztal östlich des Ulrichberges (rechts oben)
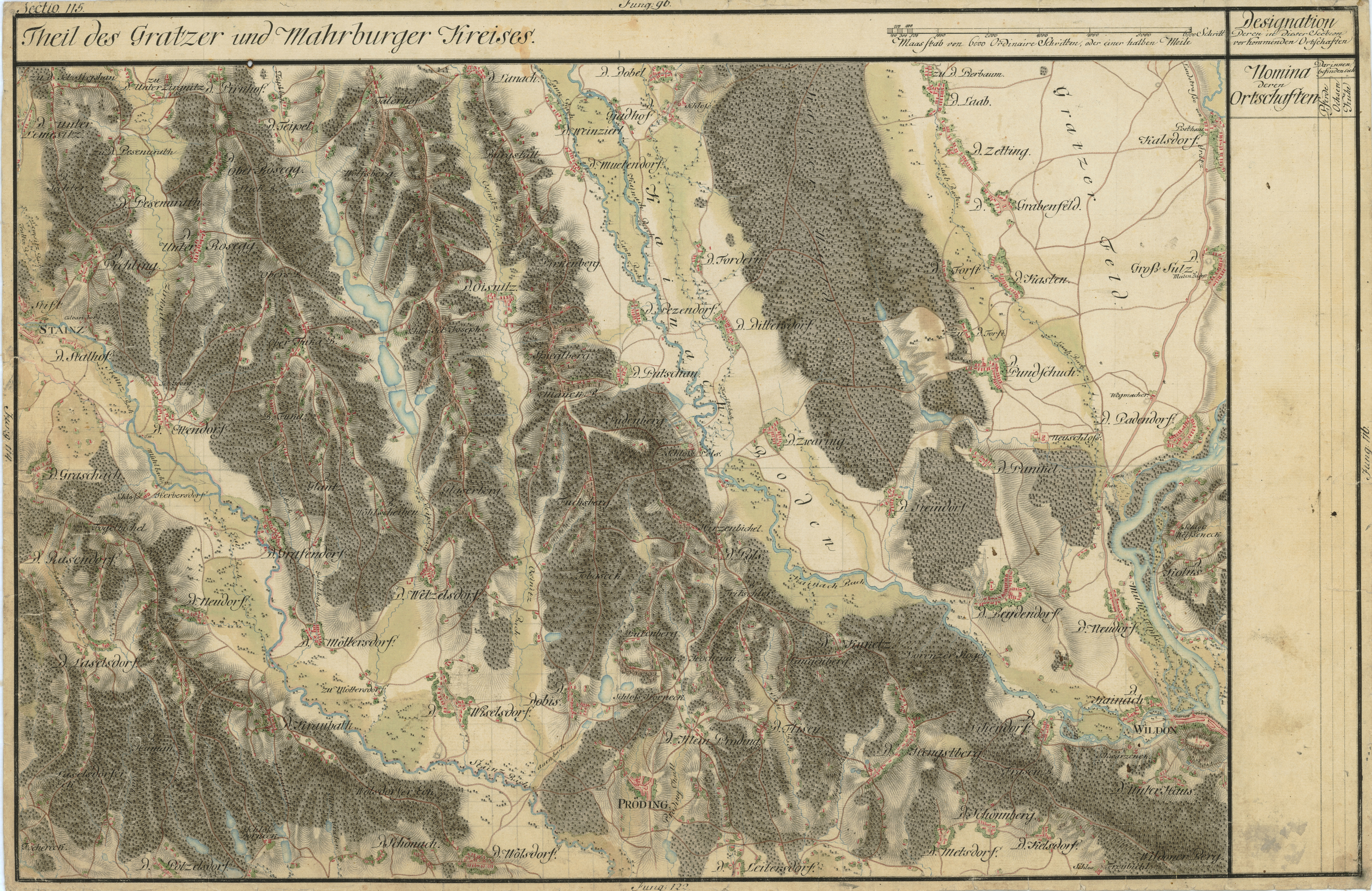
Der Stainzbach ist ein wichtiger Nebenfluss
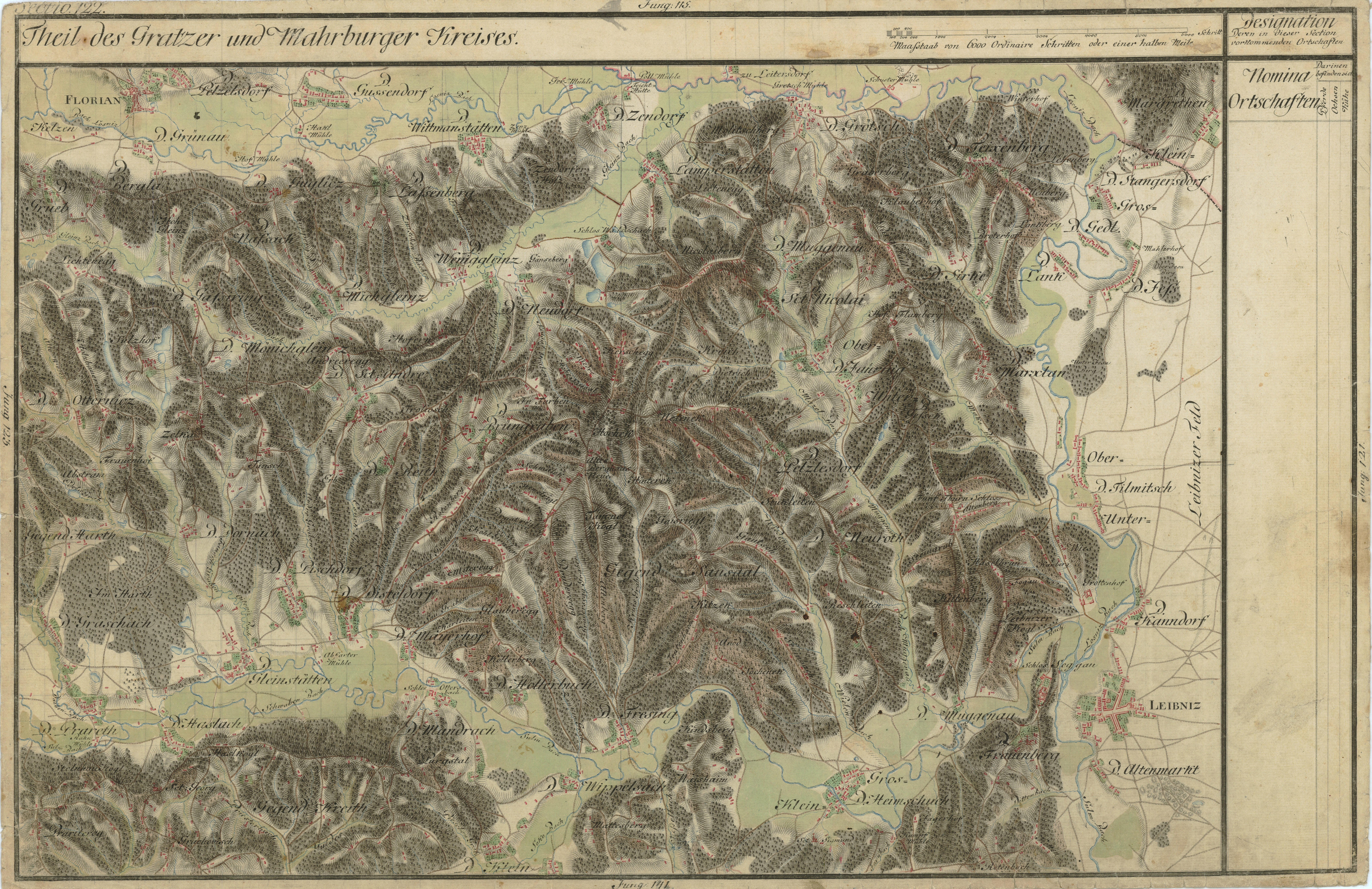
Die Laßnitz als „Bach Losniz“ oder „Losnitz Bach“ bis zur Mündung in die Sulm bei Leibnitz
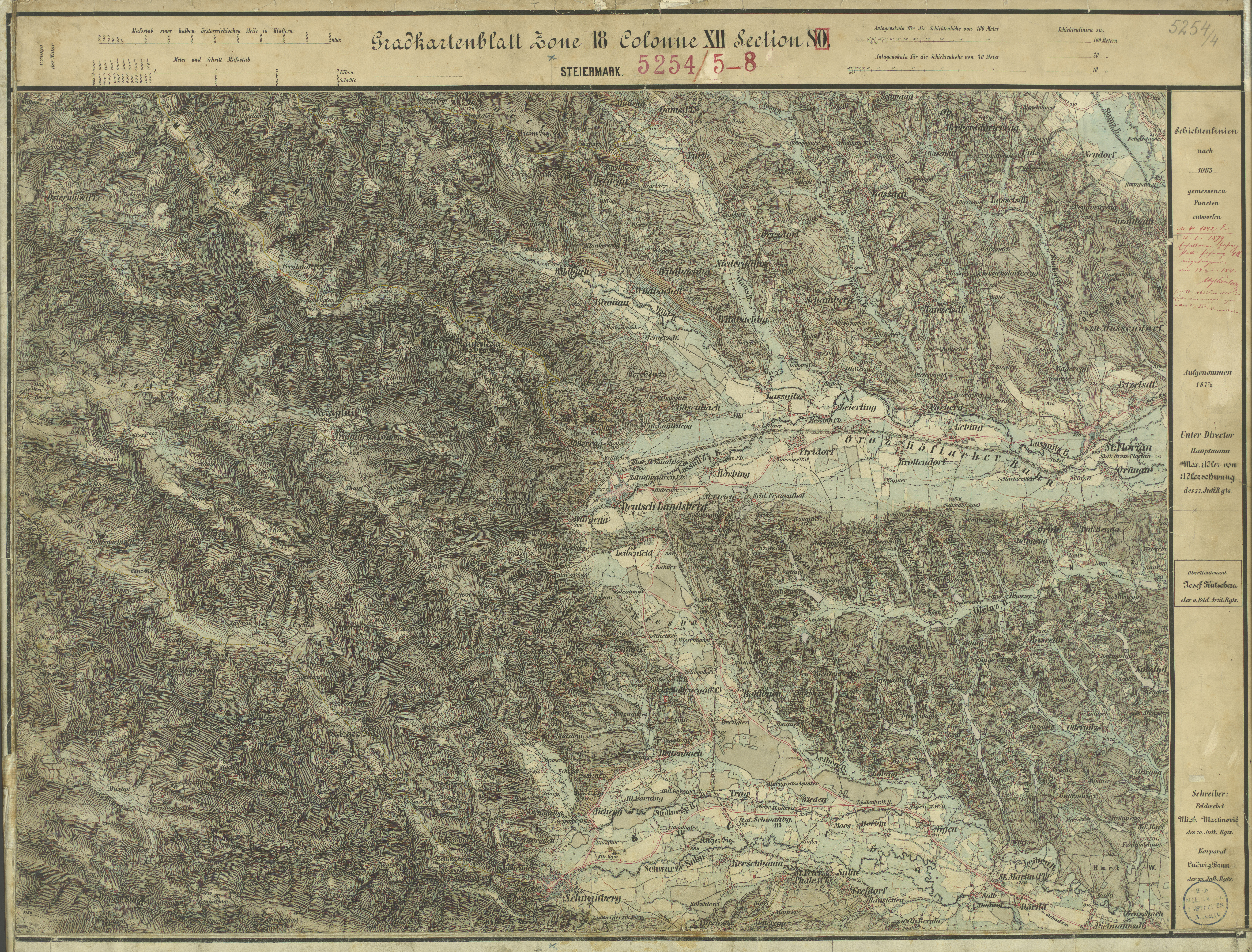
Mündung des Wildbaches im Gebiet von Frauental (damals: Ortschaften Laßnitz und Zeierling)
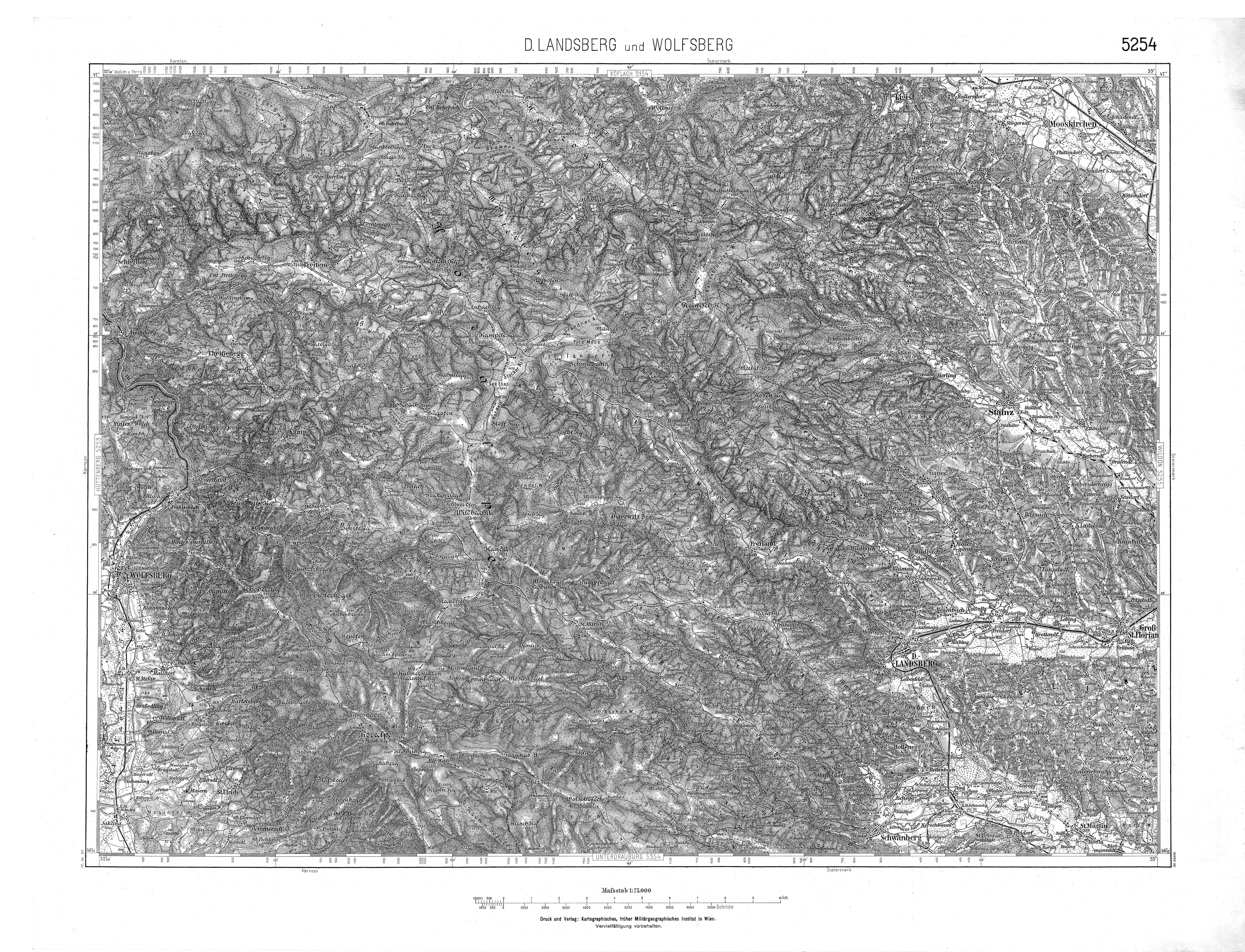
Spezialkarte Stand 1937, mit Trasse der Waldbahn
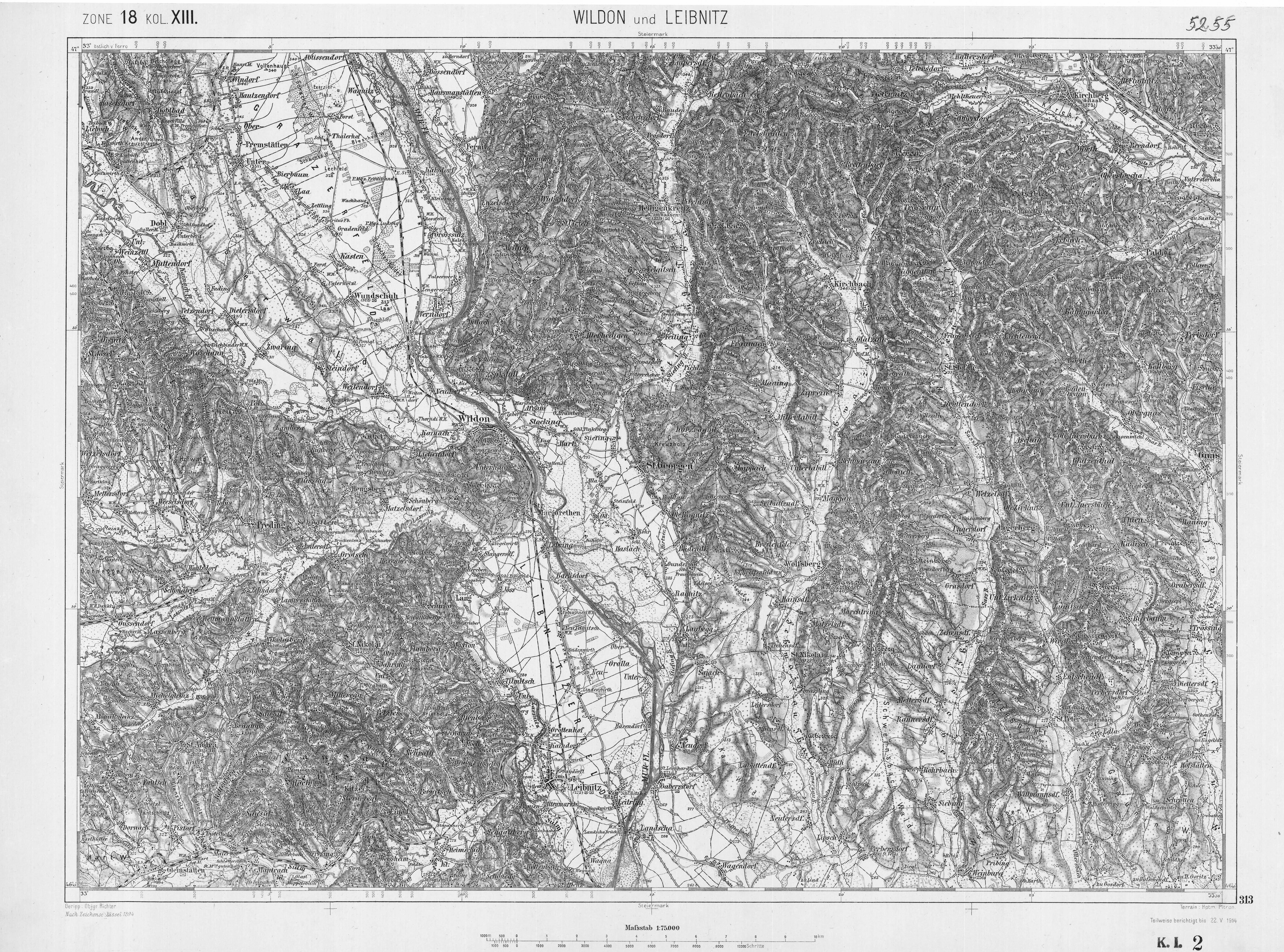
Der Unterlauf der Laßnitz um 1914